# Ebenezer Quartey
Ebenezer Quartey (Ebenezer Quaye Quartey; * 25. August 1934) ist ein ehemaliger ghanaischer Sprinter, der sich auf den 400-Meter-Lauf spezialisiert hatte.
1962 scheiterte er bei den British Empire and Commonwealth Games in Perth über 440 Yards im Vorlauf und gewann mit der ghanaischen 4-mal-440-Yards-Stafette Bronze.
Bei den Olympischen Spielen 1964 in Tokio erreichte er über 400 m das Viertelfinale, in dem er mit 47,06 s seine persönliche Bestzeit aufstellte, und schied in der 4-mal-400-Meter-Staffel in der ersten Runde aus.